# Emily Brontë's Wuthering Heights (1992)
Emily Bronte's Wuthering Heights (prt: O Monte dos Vendavais; bra: O Morro dos Ventos Uivantes) é um filme britano-americano de 1992, do gênero drama romântico, dirigido por Peter Kosminsky, com roteiro de Anne Devlin baseado no romance Wuthering Heights, de Emily Brontë.
Nos papéis principais estão Juliette Binoche e Ralph Fiennes.

## Sinopse
O sr. Earnshaw encontra o menino cigano Heathcliff vagando nas redondezas de Liverpool e o adota. Heathcliff se apaixona pela irmã adotiva, Catherine Earnshaw, garota mimada e impetuosa que também se apaixona por ele. Com a morte do Sr. Earnshaw, porém, seu filho mais velho, Hindley Earnshaw, passa a comandar a casa e a tratar Heathcliff como escravo, impedindo-o de morar na casa e muito menos ver Catherine. Edgar Linton, jovem rico e bonito que mora na região, chama a atenção de Catherine e se apaixona por ela, que começa a pensar em se casar com ele e tornar-se a mulher mais rica da vizinhança, embora seu coração pertença a Heathcliff. Desprezado, maltratado e humilhado, o rapaz foge, até voltar com planos de vingança, que afetarão inclusive gerações futuras.

## Elenco
- Ralph Fiennes ..... Heathcliff
- Juliette Binoche ..... Catherine Earnshaw / Cathy Linton
- Simon Sheperd ..... Edgar Linton
- Sophie Ward ..... Isabella Linton
- Jason Riddington ..... Hareton Earnshaw
- Jeremy Northam ..... Hindley Earnshaw
- Janet McTeer ..... Ellen Dean (Nelly)
- John Woodvine ..... Mr. Earnshaw
- Paul Geoffrey ..... Mr. Locwood
- Robert Demeger ..... Joseph
- Sinéad O'Connor ..... Emily Brontë